# Мартос (Хаен)
Мартос (ісп. Martos) — муніципалітет в Іспанії, у складі автономної спільноти Андалусія, у провінції Хаен. Населення — 24 707 осіб (2010).
Муніципалітет розташований на відстані близько 300 км на південь від Мадрида, 16 км на захід від Хаена.
На території муніципалітету розташовані такі населені пункти: (дані про населення за 2010 рік)
- Баньйос-де-Агуа-Едіонда: 72 особи
- Ла-Карраска: 308 осіб
- Лас-Касільяс: 377 осіб
- Ель-Мадроньйо: 16 осіб
- Мартос: 23184 особи
- Монте-Лопе-Альварес: 750 осіб

## Демографія
Динаміка населення (INE ):

## Галерея зображень

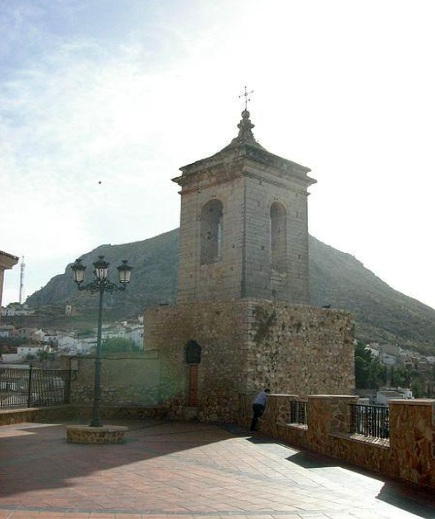
Дзвіниця
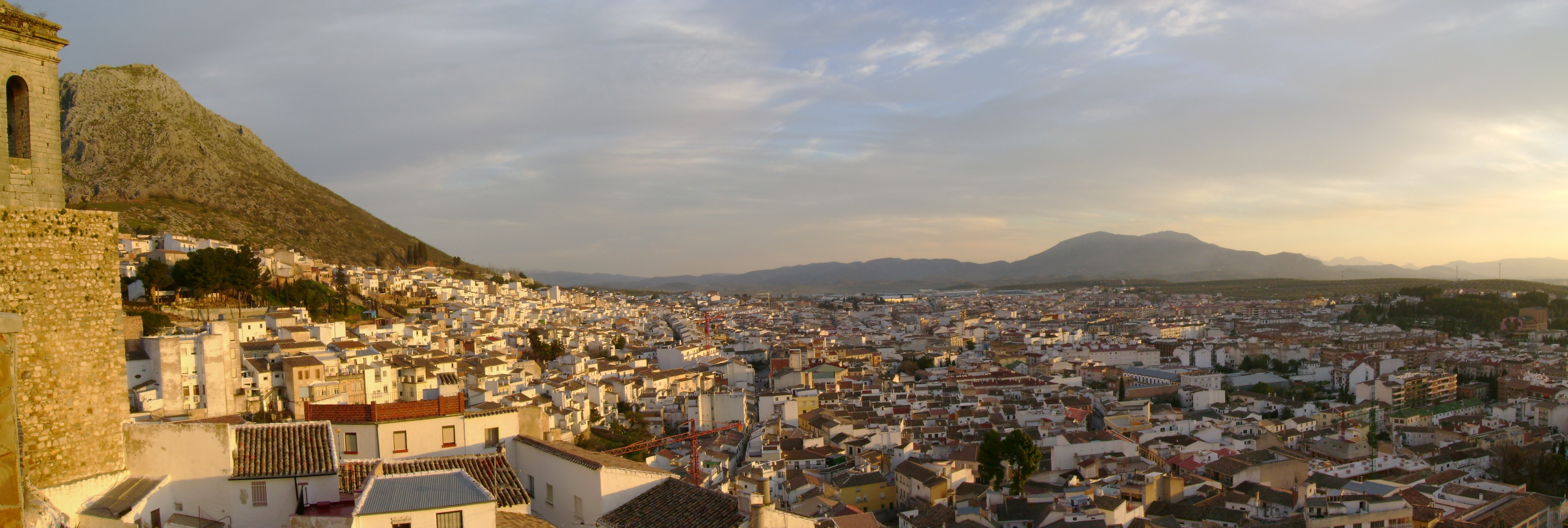
Мартос, панорама
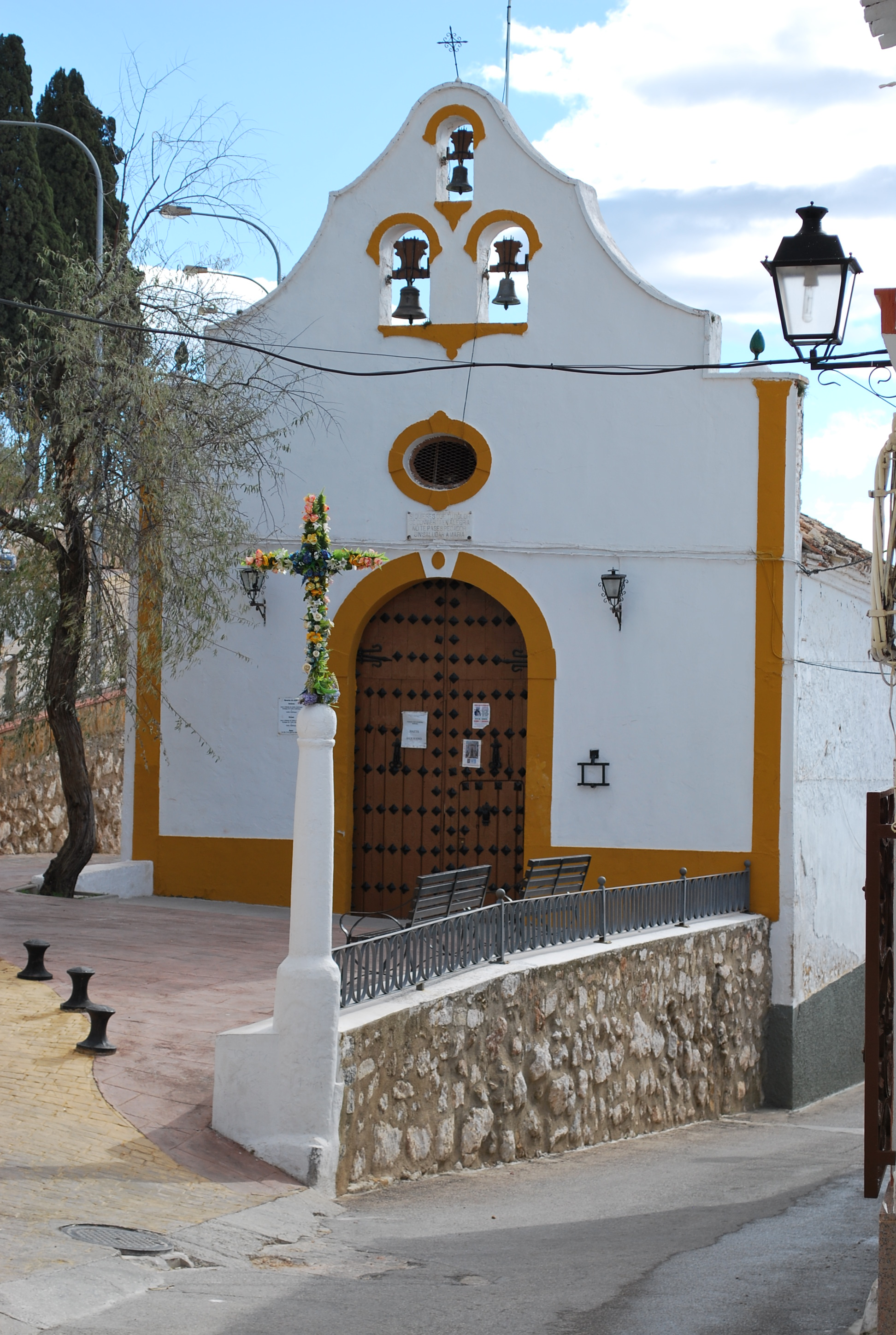
Каплиця Сан-Бартоломе